# Брако (Ђенова)
Брако је насеље у Италији у округу Ђенова, региону Лигурија.
Према процени из 2011. у насељу је живело 83 становника. Насеље се налази на надморској висини од 396 м.